# Aartsbisdom Guwahati
Het aartsbisdom Guwahati (Latijn: Archidioecesis Guvahatina) is een rooms-katholiek aartsbisdom met als zetel Guwahati, in India. De aartsbisschop van Guwahati is metropoliet van de kerkprovincie Guwahati, waartoe ook de volgende suffragane bisdommen behoren:
- Bongaigaon
- Dibrugarh
- Diphu
- Itanagar
- Miao
- Tezpur

## Geschiedenis
Het aartsbisdom werd opgericht op 30 maart 1992, als het bisdom Guwahati, uit delen van het aartsbisdom Shillong en de bisdommen Tezpur en Tura, en was suffragaan aan het aartsbisdom Shillong. Op 10 juli 1995 werd het verheven tot metropolitaan aartsbisdom. 

## Parochies
Het aartsbisdom had in 2021 een oppervlakte van 13.961 km2 en telde 8.240.187 inwoners waarvan 0,7% rooms-katholiek was.

## Aartsbisschoppen
- Thomas Menamparampil (30 maart 1992 - 18 januari 2012)
- John Moolachira (18 januari 2012 - heden; coadjutor sinds 9 april 2011)

Guwahati (aartsbisdom) · Bongaigaon · Dibrugarh · Diphu · Itanagar · Miao · Tezpur